# Церква Покрови Пресвятої Богородиці (Угринів)
Церква Покрови Пресвятої Богородиці в Угринові — парафія і храм греко-католицької громади Підгаєцького деканату Бучацької єпархії Української греко-католицької церкви в селі Угринів Тернопільського району Тернопільської области.
Оголошена пам'яткою архітектури місцевого значення.

## Історія церкви
Греко-католицький храм збудовано в 1936 році, а його освячення здійснив єпископ Микита Будка зі Львова.
Після Другої світової війни церкву закрила державна влада, але на початку 1950-х років її відкрили в підпорядкуванні РПЦ. У 1975 році інтер'єр храму оздобили декоративним орнаментом, який виконали художники Василь та Ярослава Карі. У 1992 році було зареєстровано греко-католицьку громаду.
У 2000 році на подвір'ї церкви збудували капличку та чотири хрести за кошти Івана Банаха. У центрі села розташована капличка Святого Архистратига Михаїла, яка до 1936 року була спільним місцем молитви для греко- та римо-католиків. У 2007 році в церкві розпочали ремонт: перекрили купол і замінили бляшане покриття стін. При парафії діє братство «Апостольство молитви».

## Парохи
- о. Ярослав Княгницький,
- о. Володимир Прищ (1992),
- о. Григорій Мисан (7 червня 1993—липень 1997),
- о. Ігор Жовток (з 3 серпня 1997).